# 4487 Pocahontas
För andra betydelser, se Pocahontas.
4487 Pocahontas eller 1987 UA är en asteroid i huvudbältet som upptäcktes den 17 oktober 1987 av den amerikanska astronomen Carolyn S. Shoemaker vid Palomar-observatoriet. Den är uppkallad efter Pocahontas.
Den tillhör asteroidgruppen Amor.